# ヴィクトワール・シュヴァルブラン・村男III世
ヴィクトワール・シュヴァルブラン・村男III世（ヴィクトワール・シュヴァルブラン・むらおさんせい）は長野県白馬村のゆるキャラ。

## 概要
ヴィクトワール・シュヴァルブラン・村男III世は長野県白馬村の公式のゆるキャラであり、2012年からゆるキャラとして白馬村をPRしている。このキャラクターは地元の小中学生による投票を経て選ばれた。ヴィクトワール・シュヴァルブラン・村男III世という名前はフランス語に直訳すると「勝利の白馬」という意味を持つ。

## 出自設定
- 長野県北安曇郡白馬村在住[2]。
- 性別は男性であり、血液型はB型（あくまでも自称であり、検査はしていないらしい）。白馬スキー伝来100周年を記念してペガサス座流星群からきた[2]。
- ペガサス座流星群の出身であり、父と母の他に、姉と妹がいるらしい[2]。

## ゆるキャラ活動実績
- ゆるキャラグランプリ(2019)に出場
- ゆるキャラダンス選手権(2022)に出場